# Олд-Скульний Розквіт
Олд-Скульний Розквіт, Олд-Скульний Ренесанс, Відродження старої школи  або ОСР — це рух стилю гри в настільних рольових іграх, який черпає натхнення з перших днів настільних рольових ігор у 1970-х роках, особливо з класичного Dungeons & Dragons.  Він організований ентузіастами, та сформований неформальними спільнотами гравців і дизайнерів ігор , які поділяють інтерес до певного стилю гри та набору принципів дизайну ігор. 

## Термінологія
Терміни «Олд-Скульний Розквіт» та «Олд-Скульний Ренесанс» вперше використали на форумі Dragonsfoot ще у 2004  та 2005   відповідно для позначення зростаючого інтересу до старих видань Підземелля та Драконів та ігри, натхненні цими старими виданнями. До лютого 2008 року перед стартом конкурсу Fight On! журнал описав його як "щоквартальний журнал для старої школи Відродження".  Два терміни (розквіт та ренесанс) продовжують використовуватись як взаємозамінні відповідно до уподобань користувачів , хоча опитування 2018 року показало, що більшість респондентів розуміли, що R в OSR означає «ренесанс», а не «розквіт», з «рулінг» та «революція» як далекий вибір третього та четвертого місць. 

## Історія
Рух ОСР вперше розвинувся на початку 2000-х років, головним чином у дискусіях на інтернет-форумах, таких як Dragonsfoot, Knights & Knaves Alehouse та Original D&D Discussion, а також у великій та різноманітній мережі блогів.  Частково як реакція на публікацію третього видання <i id="mwLQ">Dungeons and Dragons</i> , інтерес до ігор «старої школи» та їх обговорення також призвели до створення ретро-клонів <i id="mwMQ">Dungeons and Dragons</i> (легальна емуляція правил рольової гри 1970-х років і початку 1980-х), включаючи такі ігри, як Castles &amp; Crusades і OSRIC, які були розроблені на форумах, пов’язаних з ОСР.  Журнали, присвячені вмісту ОСР, такі як Fight On! і Knockspell, почали виходити ще у 2008 році.   
На додаток до розвитку інтернет-платформ і друкованих книг правил, інші друковані продукти ОСР стали широко доступними. У 2008 році Метью Фінч (творець OSRIC) випустив свій безкоштовний «Швидкий посібник для ігор старої школи», який намагався підсумувати естетику ОСР.   Сайти друку на вимогу, такі як Lulu та DriveThruRPG, ⁣ дозволили авторам продавати періодичні видання, такі як Fight On! і багато нових сценаріїв пригод і налаштувань гри. Вони продовжують створювати та продавати разом зі старішими ігровими продуктами, які раніше не друкувалися, через послуги друку на вимогу. 
У 2012 році Wizards of the Coast почали публікувати передруки та PDF-файли матеріалів Advanced Dungeons and Dragons і Dungeons and Dragons Basic Set, можливо, у відповідь на ринок цих матеріалів, який сприймається OSR. 
На початку 2020-х років OSR надихнув такі різноманітні розробки в настільних іграх, що почали використовувати нові класифікації, такі як «Класичний ОСР», «ОСР-Дотичні», «Ню-ОСР» і «Комерційний ОСР». 

## Ігри
Різноманітність опублікованих рольових ігор створені під впливом або частиною тенденції ОСР, починаючи від емуляцій певних видань <i id="mwWg">Dungeons and Dragons, ⁣</i> таких як OSRIC  і Labyrinth Lord  до таких ігор, як The Black Hack і Into the Odd, які розроблені, щоб відтворити «відчуття» рольової гри 1970-х років, черпаючи лише незначне (якщо взагалі) натхнення з ранніх правил. 
Загалом, ігри OSR заохочують тональність Dungeons & Dragons, як це було в перше десятиліття існування гри — менше акценту на лінійних пригодницьких сюжетах і загальних метасюжетах і більший акцент на волі гравця. 
Чим більше в грі наступного, тим ближча вона до старої школи ОСР: 
- висока смертність
- відкритий світ
- відсутність заздалегідь прописаного сюжету
- наголос на творчому розв'язанню проблем
- система винагород, орієнтована на скарби (зазвичай це досвід за "повернення" скарбів)
- ігнорування "балансу сутичок"
- використання випадкових таблиць для створення елементів світу, які дивують як Гравців, так і Рефері.

Популярність гри в стилі ОСР не слід неправильно сприймати як погоню за почуттям ностальгії. Це може бути правдою, звісно, для декого, але все більше гравців, яким подобається цей стиль, ще навіть не були живими, коли ці оригінальні правила були популярними. І крім звичайних ретро клонів та перефразованих правил є багато як справді елегантних модернізацій, так і абсолютно нових та інноваційних наборів правил, які сприяють цьому стилю гри.

## Стиль гри
Загальний дух гри в стилі ОСР сприяє надавати перевагу спонтанним рішенням Рефері (так називають майстра гри в ОСР), а не встановленим правилам у книзі.  Ідея полягає в тому, щоб гравці якомога більше залучалися до фантазії, а Рефері розв'язував результати їхніх конкретних дій у реальному часі.  Ідея ігрового балансу також применшується (або взагалі зникає) на користь системи, яка перевіряє майстерність і винахідливість гравців у часто дивних або несправедливих ситуаціях.  Гравці повинні бути готовими до швидкої загибелі своїх персонажів, якщо вони просто нападають на монстрів, і натомість повинні намагатися перехитрити або обдурити виклики, які постають на їх шляху. Настійно рекомендується малювати карти гравцям. 

## Дивись також
- Ретро-клони <i id="mwew">Dungeons &amp; Dragons</i>
- Історія рольових ігор